# Thomas Hauser (sciatore)
Thomas Hauser (Zell am Ziller, 27 ottobre 1953) è un ex sciatore alpino austriaco.

## Biografia
Specialista delle prove tecniche originaria di Zell am Ziller e fratello di Gitti e Gabi, a loro volta sciatrici alpine, Hauser ottenne il suo primo risultato di rilievo in Coppa del Mondo il 15 gennaio 1973, quando fu 6º nello slalom gigante di Adelboden. Nel circuito, pur classificandosi diciotto volte nei primi dieci (sia in slalom gigante sia in slalom speciale), ottenne un solo podio: 2º in slalom gigante a Saalbach il 16 dicembre 1973, dietro a Hubert Berchtold e davanti a Hansi Hinterseer.
Ai XII Giochi olimpici invernali di Innsbruck 1976, sua unica presenza olimpica, non concluse lo slalom gigante; il suo ultimo piazzamento in carriera fu il 6º posto ottenuto nello slalom gigante di Coppa del Mondo disputato a Mont-Sainte-Anne il 18 marzo 1976.

## Palmarès

### Coppa del Mondo
- Miglior piazzamento in classifica generale: 16º nel 1975
- 1 podio:
  - 1 secondo posto

### Campionati austriaci
- 6 medaglie[1]:
  - 4 ori (slalom gigante nel 1970; slalom speciale nel 1972; slalom gigante nel 1974; slalom gigante nel 1975)
  - 1 argento (slalom speciale nel 1973)
  - 1 bronzo (slalom speciale nel 1974)

### Campionati austriaci juniores
- 3 medaglie[1]:
  - 1 oro (slalom speciale nel 1969)
  - 1 argenti (slalom gigante, combinata nel 1969)